# スーザン・フォード・ベイルズ
スーザン・エリザベス・フォード・ベイルズ（Susan Elizabeth Ford Bales, 1957年7月6日 - ）は、アメリカ合衆国の作家、フォトジャーナリストである。アルコール及び薬物依存者のためのベティ・フォード・センターの理事である。両親は第38代アメリカ合衆国大統領のジェラルド・フォードとその妻のベティ・フォードである。

## 若年期
彼女は第38代アメリカ合衆国大統領のジェラルド・フォードとその妻のベティ・フォードの末っ子で一人娘である。ティーンエイジャーの頃はメリーランド州ベセスダのホルトン＝アームス・スクールに通い、ホワイトハウスのイーストルームで1975年のクラスのシニア・プロムを開催した。母親が乳癌で入院していた頃はホワイトハウス・ホステスを務めていた。
フォードは1975年にワシントンD.C.北西部にあるマウント・ヴァーノン・カレッジ・フォー・ウィメン（現在のジョージ・ワシントン大学の一部）に入学した。その後1977年の春学期にはカンザス大学に通ったが卒業はしなかった。

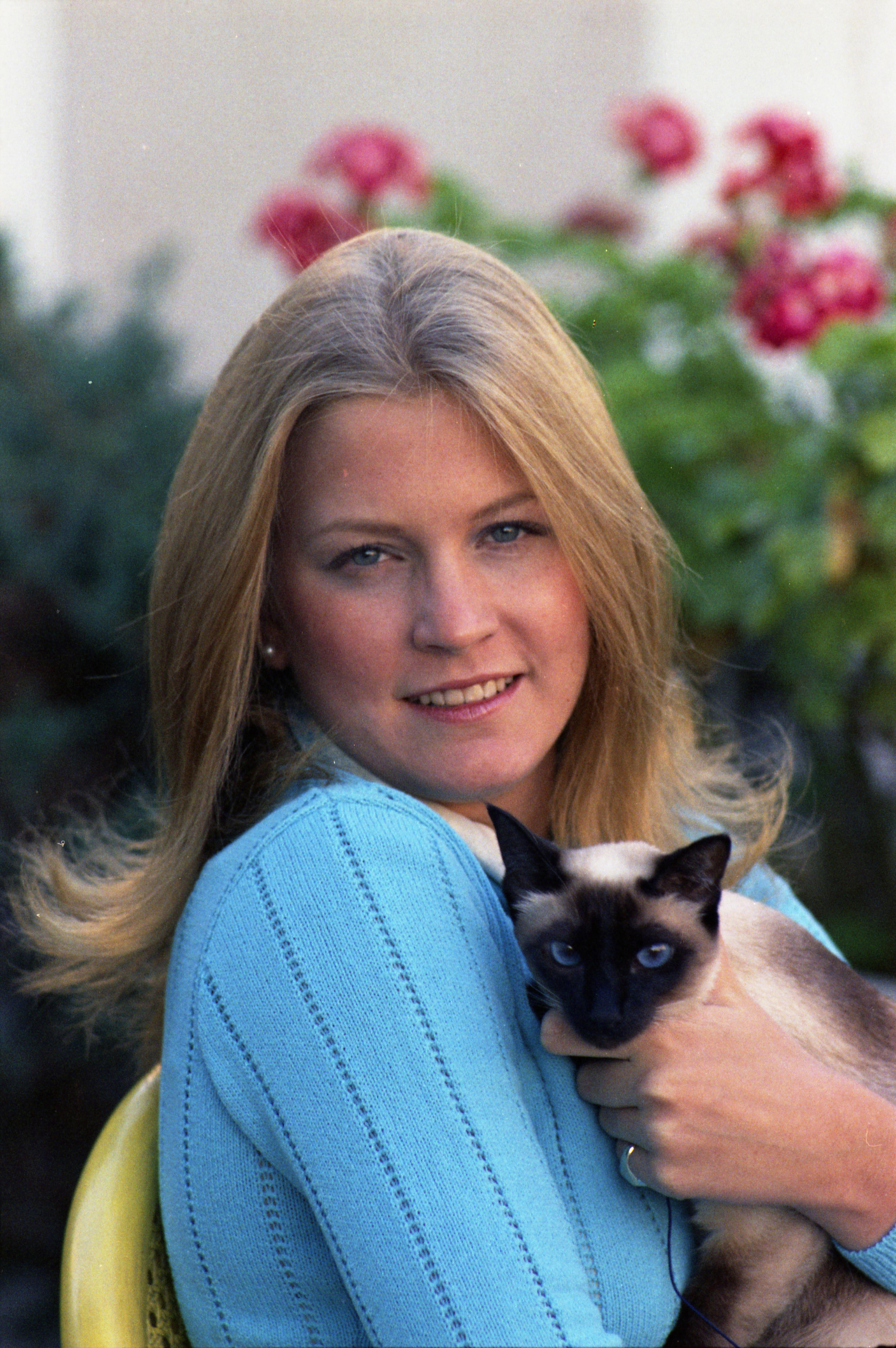
ホワイトハウスでのフォードとシャム猫の「シャン・シャイン」（1974年）

## キャリア
彼女は写真家しての訓練を受け、AP通信、『ニューズウィーク』、『マネー』、『レディース・ホーム・ジャーナル』、『トピカ・キャピタル＝ジャーナル』、『オマハ・サン』、またフリーランスのフォトジャーナリストとして活動した。彼女は映画『ジョーズ2』の宣伝用スチルの撮影のために雇われ、その多くはレイ・ロインドの著書『Jaws 2 Log』に掲載された。
1992年、ベティ・フォード・センターの理事に就任し、さらに2005年には会長に就任した。

## 著作
2002年に彼女はローラ・ヘイデンと共に書いたホワイトハウスを舞台とした小説『Double Exposure: A First Daughter Mystery』を発表した。2005年には続編『Sharp Focus』を発表した。

## 公的な行事
彼女は2006年12月26日から2007年1月3日かけて行われた父の国葬と式典に母と共に出席し、数日間にわたってその棺が議事堂ロタンダのリンカーン・カタファルクに安置され、ミシガン州グランドラピッズのジェラルド・R・フォード大統領博物館で一般公開されているあいだは弔問客を出迎えた。彼女はワシントン大聖堂での葬儀ではヤコブの手紙の一節を朗読し、グランドラピッズのグレース・エピスコパル教会の葬儀では娘の他院・ベルランガが祈りを捧げた。1月1日にはワシントンの大統領迎賓館のブレアハウスに弔問に訪れた要人や公式訪問者を迎える際に母をサポートした。

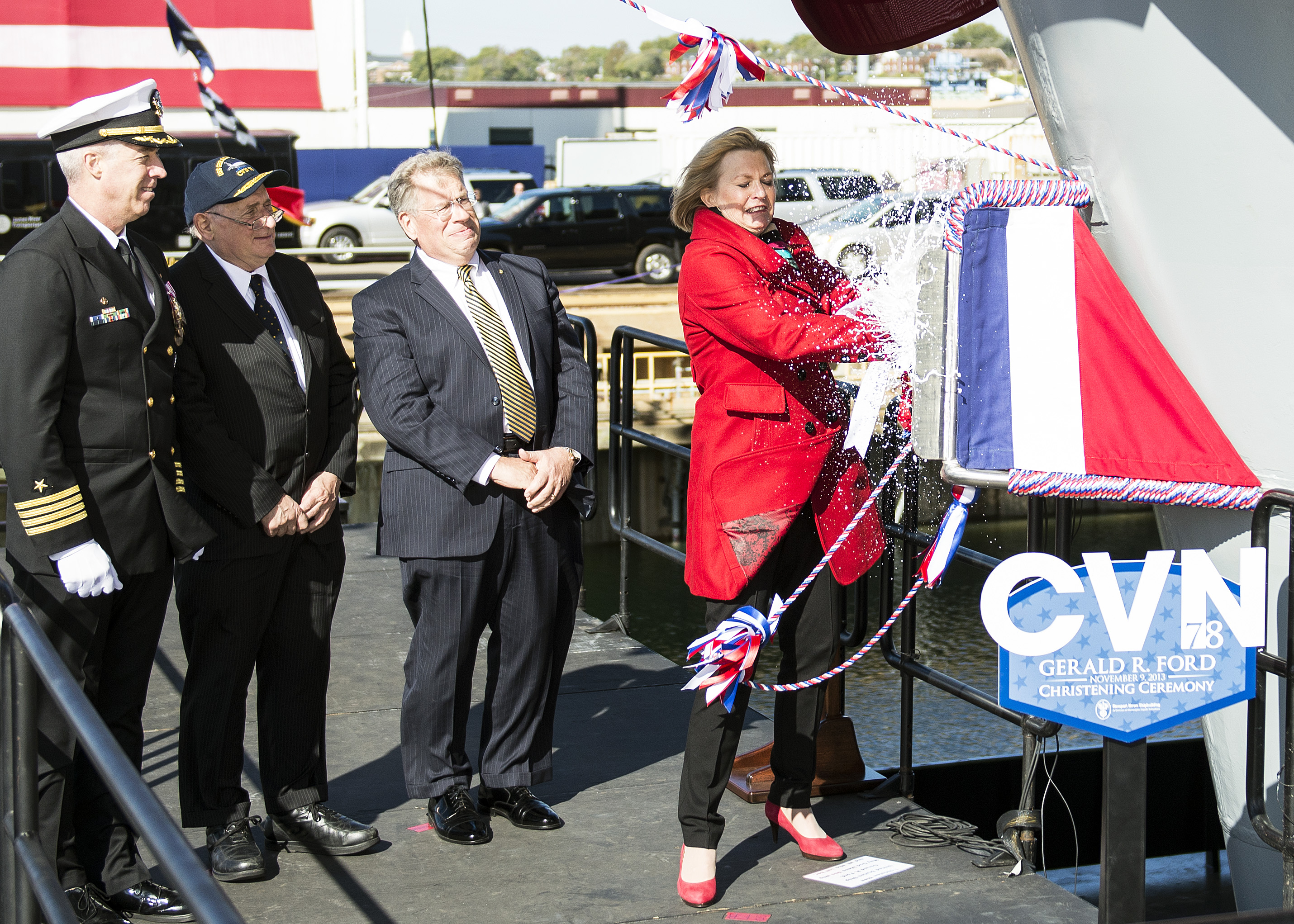
ニューポートニューズで空母ジェラルド・R・フォードの進水式を行うベイルズ（2013年11月9日）

2007年1月16日にベイルズはペンタゴンで行われた空母CVN-78の命名式で演説し、同空母は正式にジェラルド・R・フォードと名付けられた。同日に海軍長官のドナルド・ウィンターはベイルズが空母のセレモニアル・スポンサーに指名されたことを発表した。2009年11月14日、ベイルズは同空母の起工に参加した。
2007年6月11日、ワシントンにおいて彼女はフォード大統領を称える郵政公社の記念切手の式典に出席し、挨拶を述べた。2007年7月、元ファーストレディのレディ・バード・ジョンソンの葬儀に母の代わりに出席し、また同月にはコロラド州ベイルにあるジェラルド・R・フォード郵便局の命名式にフォード家を代表して夫と共に出席した。
2013年11月9日、彼女は炭酸水のボトルで空母ジェラルド・R・フォードの進水式を行った。
2016年4月8日、空母ジェラルド・R・フォードの指揮官交代式において彼女は「CVN78のシップ・スポンサーとしての並外れた活動」が評価され、海軍作戦部長のジョン・リチャードソンから名誉海軍飛行士に任命された。この名誉を受けたのは史上31人目、女性としては史上初めてであった。同空母は2017年7月22日に就役し、ベイルズが号令をかけた。
2018年、ベイルズはジョージ・H・W・ブッシュとバーバラ・ブッシュの葬儀にフォード家の代表として参列した。

## 私生活
彼女は1979年2月10日に父の元シークレットサービスの1人であるチャールズ・ヴァンス（Charles Vance）と結婚した。彼らは一時期はワシントンで民間警備会社を経営していた。2人の間には娘のタイン・メアリー・ヴァンス（Tyne Mary Vance, 1980年生）とヘザー・エリザベス・ヴァンス（Heather Elizabeth Vance, 1983年生）が生まれた。彼女とチャールズ・ヴァンスは1988年に離婚した。彼女は1989年に弁護士のヴァデン・ベイルズ（Vaden Bales）と再婚し、2018年に離婚した。
母のベティ・フォードは著書『依存症から回復した大統領夫人』の中で自身がアルコールや薬物に依存して家族に心配をかけた後、1982年にスーザンが動いたことを明かしている。1984年、スーザンとベティは広告キャンペーンに共同で出演し、乳がん啓発月間の発足に貢献した。
1989年7月25日の2番目の夫との結婚後はオクラホマ州タルサに住んだ。1997年にニューメキシコ州アルバカーキに移り、2009年にタルサに戻るまで約12年間暮らした。離婚後はテキサス州マッキニーに移住した。
2010年、53歳のベイルズはエリプティカルマシンでの運動中に突然の心停止に陥った。彼女は心臓病であることを事前には知らなかった。ベイルズはジムにいたときに外科医が「階段を上る途中」で背中に「衝撃を与えた」ことは「非常に幸運だった」と述べている。彼女は自動体外式除細動器により蘇生された。回復後に彼女は心臓ステントとペースメーカーを与えられた。2013年6月4日、グランドラピッズで開催されたアメリカ心臓協会のハートボールでその体験を語った。

## 文化上の描写
スーザン・フォードはShowtimeのテレビドラマ『ファーストレディ』に登場し、ダコタ・ファニングにより演じられた。

## 関連文献
- Degregorio, William A., The Complete Book of U.S. Presidents (5th edition), Barricade Books, Fort Lee, New Jersey, 2001.
- Wead, Doug, All the President's Children, Atria Books, New York, 2003, ISBN 0-7434-4631-3